# Брегалнишка епархия
Брегалнишката епархия (на македонска литературна норма: Брегалничка епархија) е епархия на Македонската православна църква, разположена на територията на Северна Македония с център в Щип. Обхваща територии в източната централна част на страната. Към тази епархия принадлежат районите на градовете Щип, Кочани, Пробищип, Свети Никола, Радовиш и Виница. Начело на епархията стои митрополит Иларион Брегалнишки.
Името епахията си дължи на преминаващата през територията ѝ река Брегалница.

## История
При управлението на Цариградската патриаршия над Кюстендилската епархия, центърът ѝ е в Кюстендил, а в Щип резидира викарен епископ.
След Първата световна война е създадена Злетовско-струмишка епархия на Сръбската православна църква с център в Щип, която е управлявана до Втората световна война от четирима епископи.
Според арондацията в 1931 година епархията обхваща следните срезове: Щипски, Овчеполски, Кратовски, Царевоселски, Малешки (Беровски), Радовишки, Струмишки, Валандовски, Гевгелийски, Неготин-вардарски, Кавадарски и Кочански.
На 20 юни 2023 година територията на община Царево село (Делчево) и на община Каменица (Македонска Каменица) е откъсната от Скопската епархия и е оформена като Царевоселско-Каменишка епархия.
Викарни епископи в Щип на Печката патриаршия
| Име     | Години                                                                                  |
| ------- | --------------------------------------------------------------------------------------- |
| Руфим   | споменат по повод изписването на „Възнесение Господне“ в Щип от 13 май до 6 юли 1601 г. |
| Серафим | 1753 – преди 1766                                                                       |

Викарни епископи в Щип на Вселенската патриаршия
| Име               | Години                                                                |
| ----------------- | --------------------------------------------------------------------- |
| Филарет           | споменат 1783 – вероятно до 1788                                      |
| Дионисий          | 1788 – ?                                                              |
| Николай           | край на XVIII век, носи титлата брегалнишки, малешевски и овчеполски. |
| Захарий           | 1840 – 1845                                                           |
| Синесий Стовийски | 1875 – 1878                                                           |

Злетовско-струмишки епископи на Сръбската православна църква
| Име      | Години                                        |
| -------- | --------------------------------------------- |
| Серафим  | 23 декември 1920 – 29 октомври 1928           |
| Вениамин | ноември 1929 – 1934                           |
| Симеон   | 16 септември 1934 – 21 октомври 1939          |
| Викентий | 1939 – 1941 и администратор охридско-битолски |

Злетовско-струмишки епископи на Македонската православна църква
| Име                   | Години                    |
| --------------------- | ------------------------- |
| Наум (Димовски)       | 26 юли 1959 – 24 юни 1977 |
| Горазд (Димитриевски) | 24 юни 1977 – 12 юли 1986 |
| Стефан (Веляновски)   | 12 юли 1986 – 1989        |

В 1989 година от Злетовско-струмишката се основават отделно две епархии: Брегалнишка, начело с митрополит Стефан и Струмишката, начело с митрополит Горазд.
Брегалнишки митрополити на Македонската православна църква
| Име                    | Години                               |
| ---------------------- | ------------------------------------ |
| Стефан (Веляновски)    | 1989 – 10 октомври 1999              |
| Йоан (Вранишковски)    | март – ноември 2000 (местоблюстител) |
| Агатангел (Станковски) | 26 ноември 2000 – 7 октомври 2006    |
| Иларион (Серафимовски) | 22 август 2006 –                     |

Брегалнишки митрополити на Православната охридска архиепископия
| Име   | Години                    |
| ----- | ------------------------- |
| Марко | 16 юни 2006 – 20 юни 2023 |

### Титулярна епископия на Българската православна църква
Брегалнишка е и титулярна епископия на Българската екзархия от 15 август 1893.
Брегалнишки титулярни епископи
| Име     | Години                             |
| ------- | ---------------------------------- |
| Антим   | 15 август 1893 – 18 ноември 1901   |
| Неофит  | 7 декември 1908 – 20 юни 1910      |
| Панарет | 6 декември 1925 – 12 февруари 1944 |

## Манастири
- „Свети Стефан“, край Конче

## Църкви
- църква „Свети Никола“ – съборна църква на Брегалнишка епархия, Щип;
- църква „Свети Йоан Кръстител“, Щип;
- църква „Свети Архангел Михаил“, Щип;
- църква „Успение на Пресвета Богородица“, Ново село;
- църква „Свети Спас“, Ново село;
- църква „Света Троица“, Радовиш;
- църква „Свети Никола“, село Крупище.